# Grande Île de la guerre
La grande Île de la guerre (en serbe cyrillique : Велико ратно острво ; en serbe latin : Veliko ratno ostrvo) est une île fluviale située à Belgrade, la capitale de la Serbie, au confluent de la Save et du Danube. Elle est administrativement rattachée à la municipalité urbaine de Zemun.

## Toponymie et histoire

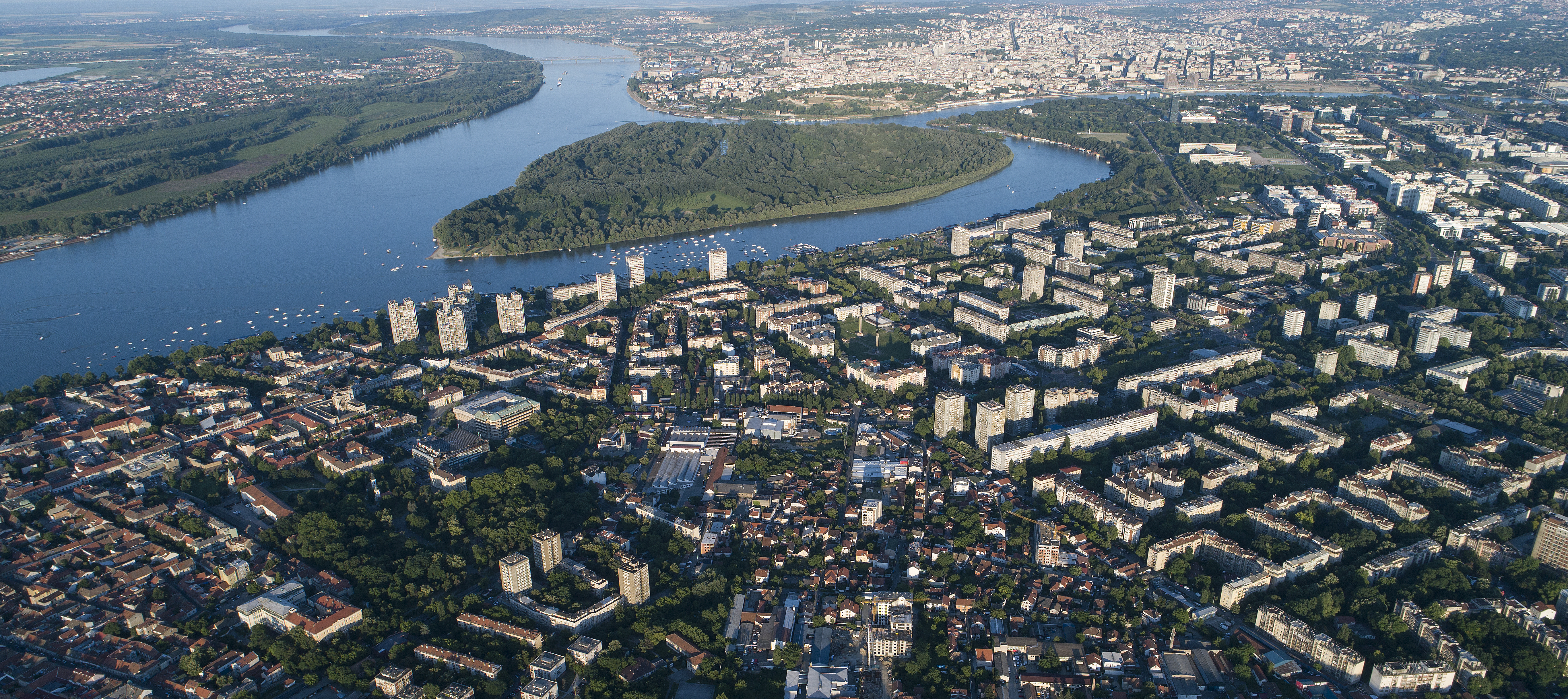
Vue aérienne de Belgrade avec la grande Île de la guerre en arrière plan.

La grande Île de la guerre est ainsi appelée en raison du rôle militaire qu'elle a joué au cours de l'histoire.
Point stratégique pour la conquête de Belgrade, elle a servi de base pour les attaques turques lors du siège de la ville en 1521. Elle joua le même rôle en 1806, lors du Premier soulèvement serbe contre les Ottomans, lorsque Karageorges lança ses troupes d'insurgés à l'assaut de la ville, ou encore lors de l'offensive autrichienne de 1915.

## Géographie

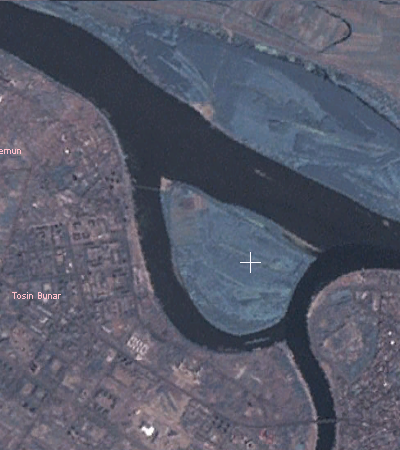
Vue satellite de la grande Île de la guerre.

La grande Île de la guerre est grosso modo de forme triangulaire et couvre une superficie de 2,11 km2. Elle est pour l'essentiel constituée d'une zone marécageuse, souvent inondée par le Danube. Le canal de Veliki Galijaš, situé sur l'île, a été coupé du fleuve et est devenu un lac de 0,24 km2, qui attire de nombreux oiseaux ; cependant, durant les périodes de sécheresse, le lac est fréquemment à sec, ce qui met en danger son écosystème ; en août 2007, un canal de 300 m a été creusé, reliant Veliki Galijaš au Danube, pour pallier ce processus d'assèchement. À cause des alluvions, le secteur situé au nord de l'île est périodiquement drainé, pour éviter que la boue ne transforme l'île en une bande de terre marécageuse attachée à la rive.
L'une des plages de Belgrade, le Lido, est située à la pointe septentrionale de l'île.

## Faune et flore
Depuis 2005, les richesses naturelles de l'île sont placées sous la protection de la Ville de Belgrade. L'ensemble a été classé dans les catégories III (Monument naturel) et IV (Aire de gestion des habitats ou des espèces) de l'UICN par l'Institut pour la conservation de la nature de Serbie (Zavod za zaštitu prirode Srbije).
Les deux tiers de l'île servent ainsi de réserve naturelle pour 196 espèces d'oiseaux, dont certaines sont menacées. On y trouve des colonies de grandes aigrettes (Ardea alba), de héron cendré (Ardea cinerea), de hérons pourprés (Ardea purpurea), de cormorans pygmées (Phalacrocorax pygmaeus) et de bihoreaux gris (Nycticorax nycticorax). Parmi les espèces rares figurent le pluvier petit-gravelot (Charadrius dubius), la sterne pierregarin (Sterna hirundo), le goéland argenté (Larus argentatus), la chouette chevêche (Athene noctua) et le rossignol progné (Luscinia luscinia). Parmi les oiseaux résidant en permanence sur l'île, on peut citer la mésange charbonnière (Parus major), le merle noir (Turdus merula), la rousserolle verderolle (Acrocephalus palustris), la bergeronnette grise (Motacilla alba) ou le canard colvert (Anas platyrhynchos).
En dehors des oiseaux, l'île héberge aussi des petits mammifères comme la belette (Mustela nivalis) et le hérisson (Erinaceus europaeus).
La flore est typique des zones marécageuses, avec des roseaux, des iris des marais ou des joncs. L'île abrite aussi des arbres et des arbustes comme le peuplier noir (Populus nigra), le frêne, le sureau et l'aubépine, ainsi que quelques conifères.